# Iberolacerta monticola
La lucertola iberica (Iberolacerta monticola Boulenger, 1905) è un rettile squamato della famiglia dei Lacertidi.

## Descrizione
Questa lucertola dal corpo schiacciato e dalla testa piatta e larga, con coda lunga e lunghezza del corpo di 5–6 cm, ha un dorso di colorazione variabile: i maschi sono perlopiù verdi, più raramente anche di colore olivastro o brunastro, con macchie nere in parte combinate tra loro a formare bande longitudinali o un motivo reticolato sui fianchi. Questi ultimi hanno in genere una colorazione più scura e, oltre al reticolato scuro, presentano solitamente alcuni puntini più chiari nonché macchie blu sulle spalle. Le femmine sono di colore marrone poco appariscente, spesso con una banda centrale e un reticolato laterale di colore scuro. Il ventre è biancastro o giallastro ma durante la stagione riproduttiva, soprattutto nei maschi, appare verde o verde-giallognolo chiaro, solitamente senza macchie, inoltre nelle popolazioni portoghesi sono spesso visibili anche fini macule nere. I giovani sono contraddistinti da una colorazione turchese della coda.

## Biologia
La lucertola iberica è una lucertola di montagna che negli habitat più favorevoli forma popolazioni anche numerose e con alta densità di individui. La sua dieta è costituita da insetti, ragni e altri artropodi. Gli accoppiamenti hanno inizio dopo il letargo invernale, a partire da marzo/aprile, ma a quote più elevate anche da maggio/giugno. Poi, in piena estate, le femmine depongono sotto i sassi 3-10 uova, che si schiudono dopo circa 6-8 settimane.

## Distribuzione e habitat
La lucertola iberica è una tipica specie montana che vive ad altitudini comprese tra 1100 e 2000 metri; vive in diverse zone geograficamente separate tra loro, nel nord-ovest della penisola iberica (rilievi costieri della Cantabria in Galizia e Asturia, Spagna) e in Portogallo centrale (Serra da Estrela). Qui non compare al di sotto dei 1400 m, mentre in Galizia sono note anche popolazioni viventi al livello del mare. Predilige habitat rocciosi, scarsamente vegetati e relativamente umidi, per esempio falde detritiche, brughiere o rocce lungo torrenti e rive di laghi.

## Tassonomia
La classificazione tassonomica di questa specie è ancora oggetto di discussione. Oltre alla forma nominale Iberolacerta monticola monticola (Boulenger, 1905), geograficamente limitata alla Serra da Estrela portoghese, fino a poco tempo fa le popolazioni della costa nord-occidentale della Spagna (Cordigliera Cantabrica) erano classificate nella sottospecie I. m. cantabrica (Mertens, 1929). Tuttavia uno studio genetico del 2014, che descrive un'altra sottospecie a nord dei Monti de Leon, I. m. astur Arribas, Galán, Remón e Naveira, 2014, suggerisce di attribuire la sottospecie cantabrica, geneticamente indistinguibile, alla forma nominale, che in tal modo occuperebbe quasi l'intero areale della specie.